# Magnus Enckell
Knut Magnus Enckell (9 de noviembre de 1870-27 de noviembre de 1925) fue un pintor finlandés

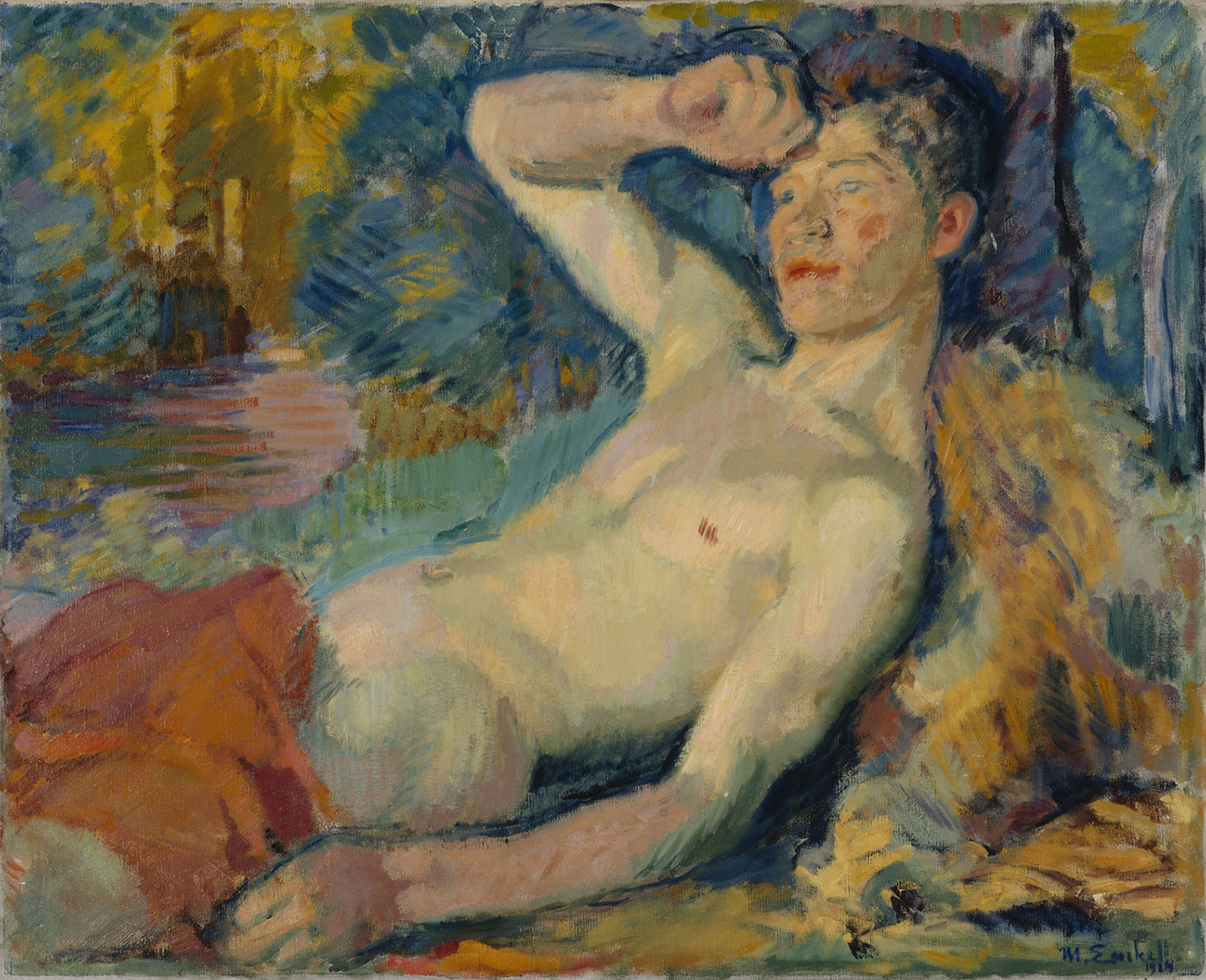
El fauno (1914).

Enckell fue el más joven de los seis hijos del vicario de un pequeño pueblo en el este de Finlandia. Estudió pintura en Helsinki.
Enckell fue el primer artista finlandés en romper con el naturalismo, estilo que dominaba durante su educación en Helsinki 1889-1891. En 1891, viajó a París por primera vez, donde estudió con Jules-Joseph Lefebvre y con Benjamin Constant en la Académie Julian acercándose al Simbolismo. Fuertemente influenciado por Pierre Puvis de Chavannes se interesó por lo que entonces era un movimiento nuevo, tomando ideas también de la literatura simbolista.

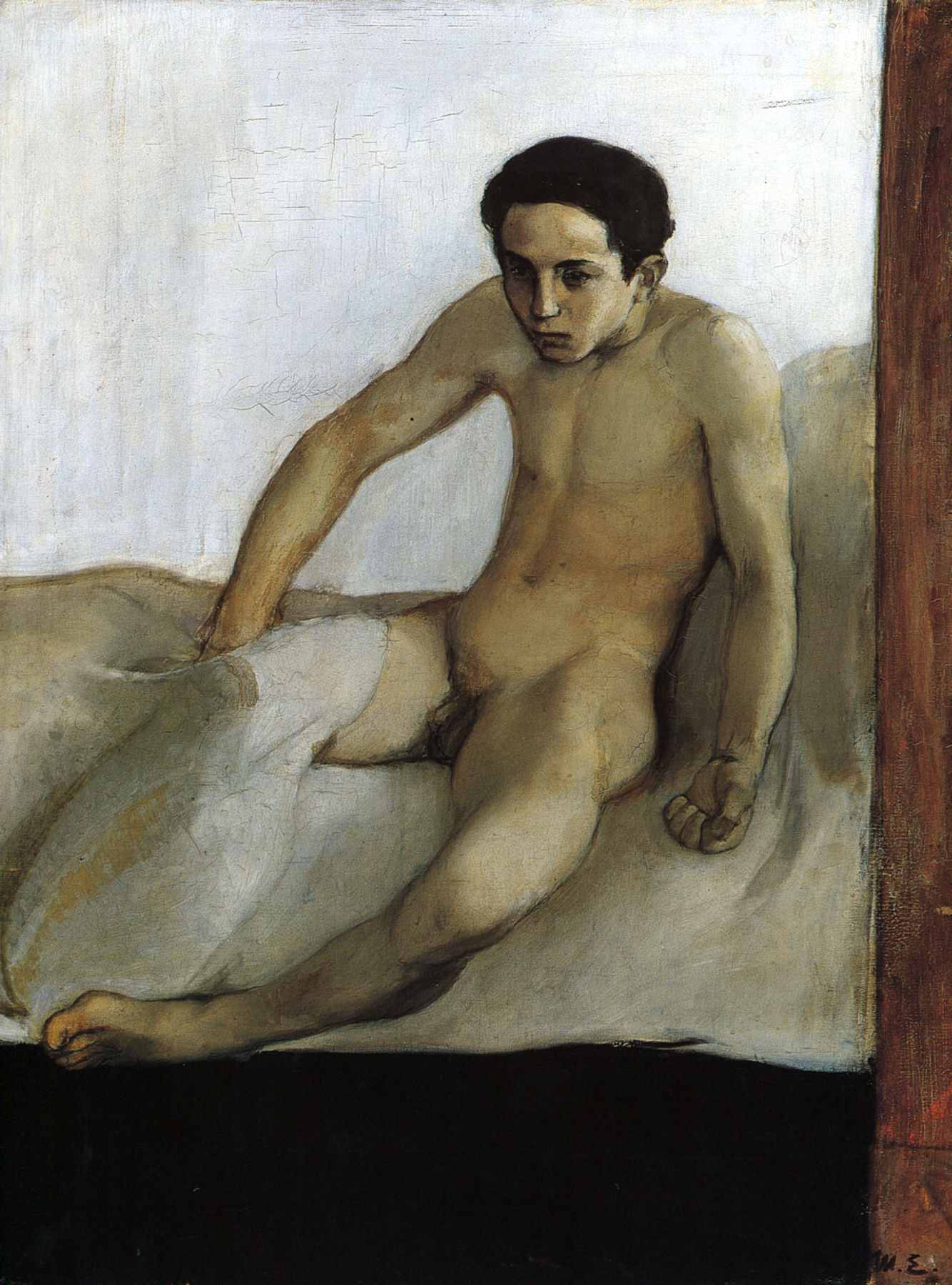
El despertar (1893).

Durante su estancia en Gran Bretaña pintó los cuadros Autorretrato y Mujer Bretona. Se entusiasmó con la pintura del Renacimiento y las ideas de Sâr Péladan sobre el idealismo y el misticismo, de donde tomó el estándar de belleza andrógina que aplicó en su trabajo.

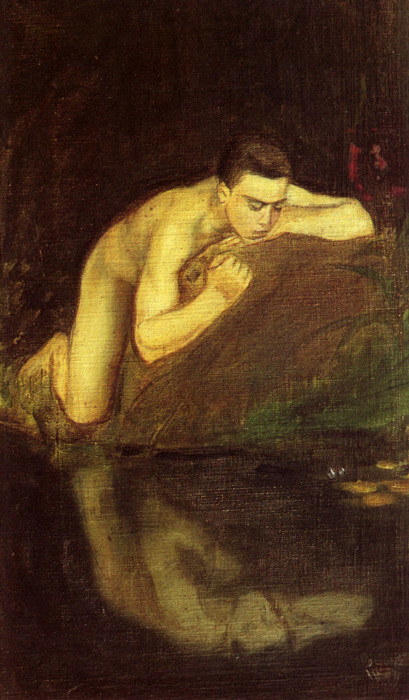
Narciso

En su segunda estancia en París en 1893, pintó El despertar, en el que usó una rigurosa composición y colores transparentes para sugerir una atmósfera espiritual.
Enckell era homosexual, y esto se refleja en sus pinturas eróticas, en las que se encuentran retratos bastante desinhibidos para la moral de aquel período. A menudo pintó hombres jóvenes desnudos. Esto no sería algo inusual en sí mismo, pero él les dio una carga erótica que no era común entre sus contemporáneos.
En 1894 y 1895 viajó a Milán, Florencia, Rávena, Siena y Venecia. Estos fueron años de dolorosos conflictos internos y en su trabajo se puso de manifiesto la relación entre el arte y la vida. 

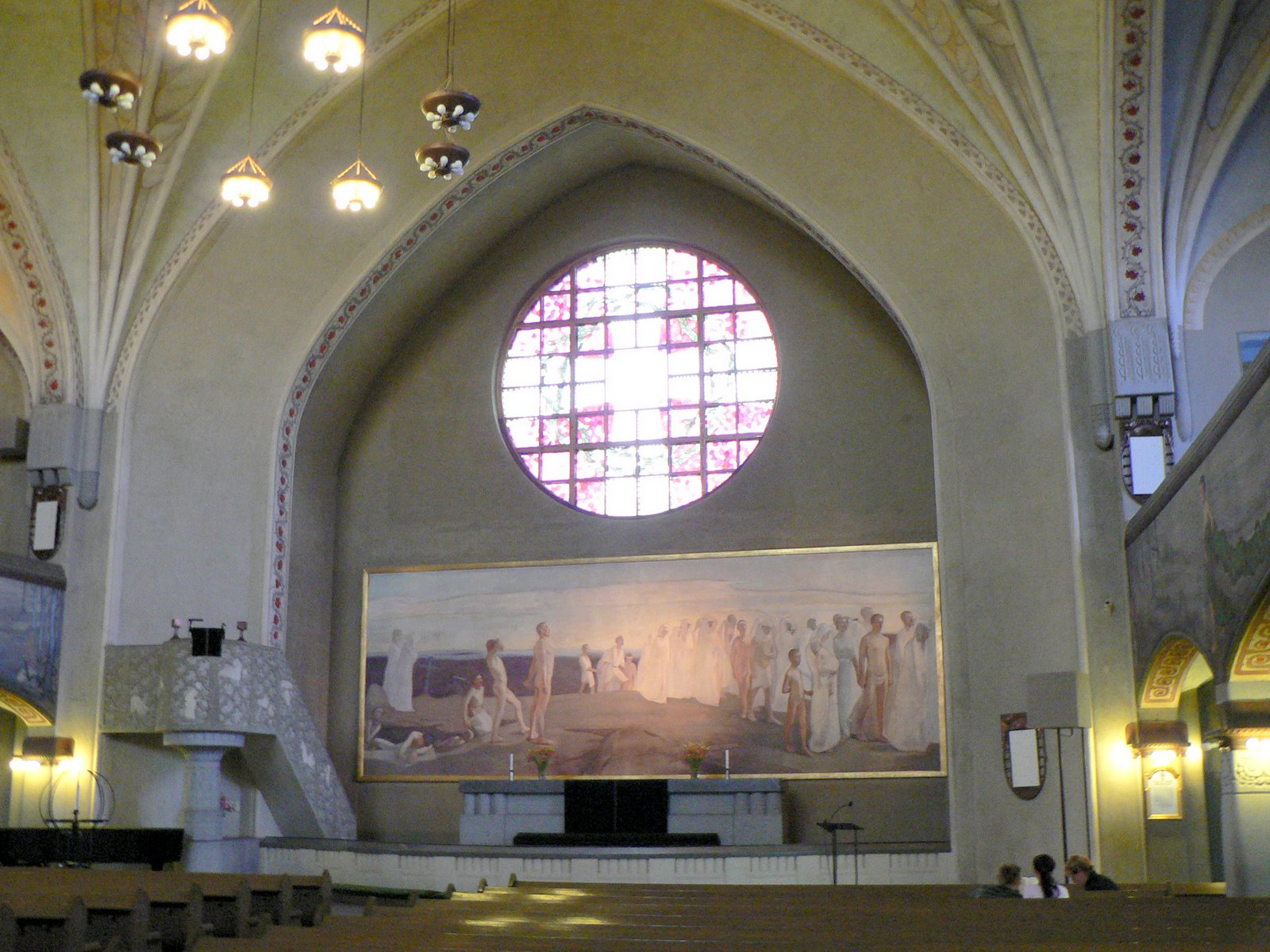
Retablo pintado en la catedral de Tampere.

Los años pasados en Italia dieron a su trabajo una gran variedad de colores y un tono más optimista. En los primeros años del siglo XX, bajo la influencia de post impresionismo, desarrolló una brillante y más colorida paleta. Un ejemplo es la serie Los bañistas, en colores oscuros y vivos. Junto con Verner Thomé y Ellen Thesleff, fundó el Grupo Septem. 
En 1907, Enckell recibió el encargo para el retablo de la nueva catedral en Tampere. El fresco, de más de 10 metros de ancho y 4 metros de altura, muestra en colores tenues, la Resurrección, así como personas de todas las razas y nacionalidades que salen de sus tumbas y caminan al cielo. En el centro de la pintura, dos hombres caminan de la mano, un detalle que a menudo ha sido ignorado. 
Enckell murió en Estocolmo en 1925 y su funeral fue un evento nacional. Fue enterrado en su pueblo natal en Finlandia.